# Ford Pinto
El Ford Pinto va ser un automòbil compacte per als estàndards estatunidencs, produït per la Ford Motor Company.
Es va llançar el 1971 per competir al mercat nord-americà contra els petits models d'importació, i va ser un ressonant èxit comercial.

## Fallades de seguretat
El Ford Pinto, dissenyat en molt poc temps i amb criteris d'economia molt estrictes, tenia dos greus defectes de seguretat passiva: 
- El dipòsit de combustible estava per darrere de l'eix posterior, de manera que el cotxe explotava amb molta facilitat en cas de col·lisió física per darrere. Aquest defecte de disseny és compartit per altres vehicles Ford.

- La carrosseria era molt feble, i per això en cas de col·lisió el cotxe es deformava i les portes quedaven bloquejades, atrapant els seus ocupants en un cotxe en flames. Aquest problema va ser il·lustrat en forma satírica per la pel·lícula Top Secret! en una memorable escena[1]

## Cita sobre el Ford Pinto
Extractes de l'autobiografia de Lee Iacocca: «Iacocca. Autobiografia d'un triomfador (Iacocca: An autobiography»). Edició castellana d'Editorial Grijalbo, 1985.
| « | ... només el primer any se'n van vendre més de quatre-centes mil unitats. Això va convertir el Ford Pinto en un èxit enorme, al nivell dels Falcon i els Mustang. El Pinto tenia dos defectes. El primer, que el dipòsit de gasolina estava ubicat darrere de l'eix, de manera que si es produïa un xoc fort per la part posterior existia la possibilitat que el vehicle s'incendiés. No era l'únic cotxe que presentava aquesta fallada. En aquella època tots els automòbils petits tenien el dipòsit de gasolina en la mateixa ubicació. I també tots els utilitaris sofrien de tant en tant un aparatós accident que acabava amb el vehicle embolicat en flames. | » |